# Nationalstraße 312 (China)
Die Nationalstraße 312 (chinesisch 312国道, Pinyin 312 Guódào, englisch China National Highway 312), chin. Abk. G312, ist mit einer Länge von 4.967 km die zweitlängste chinesische Fernstraße nach der Nationalstraße G318 und verläuft in Ost-West-Richtung auf dem Gebiet der regierungsmittelbaren Stadt Shanghai, in den Provinzen Jiangsu, Anhui, Henan, Shaanxi und Gansu sowie in den Autonomen Gebieten Ningxia und Xinjiang. Sie führt parallel zur Autobahn G40 von der Metropole Shanghai über Suzhou, Wuxi, Nanjing, Hefei, Xinyang und Nanyang nach Xi’an. Von dort führt sie parallel zur Autobahn G22 über Pingliang nach Lanzhou und weiter  parallel zur Autobahn G30 über Zhangye, Jiayuguan, Ürümqi und Yining an die Grenze zu Kasachstan.